# Municipio de Jackson (condado de Kosciusko)
El municipio de Jackson (en inglés: Jackson Township) es un municipio ubicado en el condado de Kosciusko en el estado estadounidense de Indiana. En el año 2010 tenía una población de 1238 habitantes y una densidad poblacional de 16,48 personas por km².

## Geografía
El municipio de Jackson se encuentra ubicado en las coordenadas 41°4′46″N 85°44′11″O / 41.07944, -85.73639. Según la Oficina del Censo de los Estados Unidos, el municipio tiene una superficie total de 75.13 km², de la cual 74,49 km² corresponden a tierra firme y (0,84 %) 0,63 km² es agua.

## Demografía
Según el censo de 2010, había 1238 personas residiendo en el municipio de Jackson. La densidad de población era de 16,48 hab./km². De los 1238 habitantes, el municipio de Jackson estaba compuesto por el 99,19 % blancos, el 0,08 % eran afroamericanos, el 0,08 % eran amerindios, el 0,08 % eran de otras razas y el 0,57 % eran de una mezcla de razas. Del total de la población el 1,05 % eran hispanos o latinos de cualquier raza.